# Kudoa kenti
Kudoa kenti là một loài động vật thân nhớt ký sinh trên cá biển, được phát hiện tại Úc trên 4 loài thuộc họ Cá thia.